# Мяунджа
Мяунджа (рос. Мяунджа) — селище міського типу в Сусуманському районі Магаданської області на річці Мяунджа. У селищі розташована Аркагалінська ГРЕС.

## Географія
Географічні координати: 63°02' пн. ш. 147°10' сх. д. Часовий пояс — UTC+10.
Відстань до районного центру, міста Сусуман, становить 83 км, а до обласного центру — 580 км. Через селище протікають річки Мяунджа і Талон-Юрях.

## Історія
Сучасна назва селища походить від річки Мяунджа (евен. мэвундя — «серце»), яка протікає поруч. Уперше вона була досліджена і нанесена на карту геологом Б. Вронським у 1935 році.
У 1950 році на березі річки Мяунджа почалася підготовка майданчика під будівництво Аркагалінської ГРЕС. Проект електростанції виконував ленінградський інститут «Теплопроект», а допоміжні об'єкти розроблялися місцевим інститутом «Дальстройпроект». Більше 3 тисяч людей будували цю електростанцію, вона була введена в експлуатацію 13 січня 1955 року з турбоагрегатом потужністю 25 МВт, який було виведено з роботи в 1996 році.
Статус селища міського типу — з 1957 року.

## Населення
Чисельність населення за роками:
| 1959 | 1970 | 1979 | 1989 | 2002 | 2010 | 2015 |
| ---- | ---- | ---- | ---- | ---- | ---- | ---- |
| 4390 | 3342 | 5001 | 5090 | 2131 | 1663 | 1677 |

За даними перепису населення 2010 року на території селища проживало 1663 особи. Частка чоловіків у населенні складала 51,7% або 860 осіб, жінок — 48,3% або 803 особи.